# Walter Bache
Walter Bache est un pianiste et chef d'orchestre britannique, né à Birmingham le 19 juin 1842 et mort à Londres le 26 mars 1888.

## Biographie

### Jeunesse et formation
Walter Bache naît à Birmingham. Il prend des cours avec l'organiste James Stimpson (en) avant d'entrer au conservatoire de Leipzig en 1858. Il travaille sous la direction de Moritz Hauptmann, Ignaz Moscheles et Carl Reinecke. Parmi les étudiants figure notamment le britannique Arthur Sullivan. En 1861, il se rend en Italie et réside à Milan puis Florence,. La pianiste Jessie Laussot, une ancienne élève de Franz Liszt, l'encourage à se rendre à Rome afin d'étudier avec celui-ci.
En 1862, Bache fait la connaissance du compositeur et pianiste austro-hongrois, avec lequel il étudie durant trois ans. Le britannique devient organiste de l'église anglicane All Saints de Rome. En 1865, Franz Liszt entre dans les ordres mineurs. Bache quitte Rome et retourne au Royaume-Uni.

### De retour au Royaume-Uni

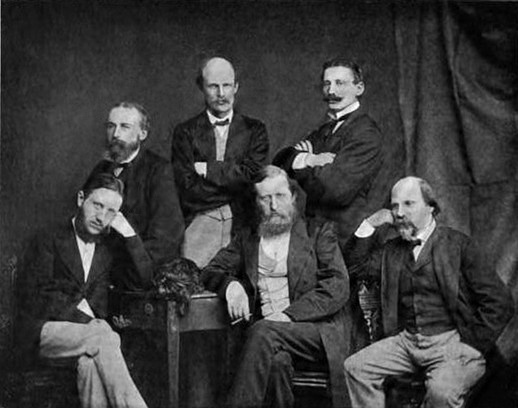
La Working Men's Society.

Entre 1865 et 1887, Bache se fait l'avocat de la musique de Liszt, qui rencontre peu d'écho dans le pays, en organisant à Londres une série de concerts annuels,. Avec les musiciens Karl Klindworth, Frits Hartvigson (en) et Edward Dannreuther, il fonde la Working Men's Society, dont le but est de promouvoir la musique de la Nouvelle école allemande (en) (Neudeutsche Schule). Les concerts mis sur pied par Bache comprennent de la musique vocale et instrumentale, puis des œuvres chorales à partir de 1868. Des concerts avec orchestre sont organisés dès 1871. L'évènement gagne en popularité et se tient à la Salle Saint-Jacques (en), une salle de concert située sur Regent Street, à partir de 1875,. Walter Bache y officie en tant que pianiste et reçoit les éloges de la presse, qui loue à la fois la puissance et le sensibilité de son jeu.
Bache assiste aux deux premières éditions du festival de Bayreuth, qui se tiennent en 1876 et 1882. Jusqu'en 1885, il se rend à Weimar pour assister aux master classes de Franz Liszt,. Lorsque le pianiste visite Londres en 1886, ils donnent ensemble des concerts. Bache enseigne le piano au Royal College of Music, où est créée une bourse Liszt.

## Famille
Walter Bache est le fils du révérend unitarien Samuel Bache, qui dirige une école privée avec son épouse Emily Higginson. Le frère aîné de Walter, Francis Edward Bache, est compositeur. Sa sœur Constance Bache est compositrice, pianiste et enseignante. Elle publie en 1901 une biographie consacrée à ses deux frères, intitulée Brother Musicians.